# مایک شیشفسکی

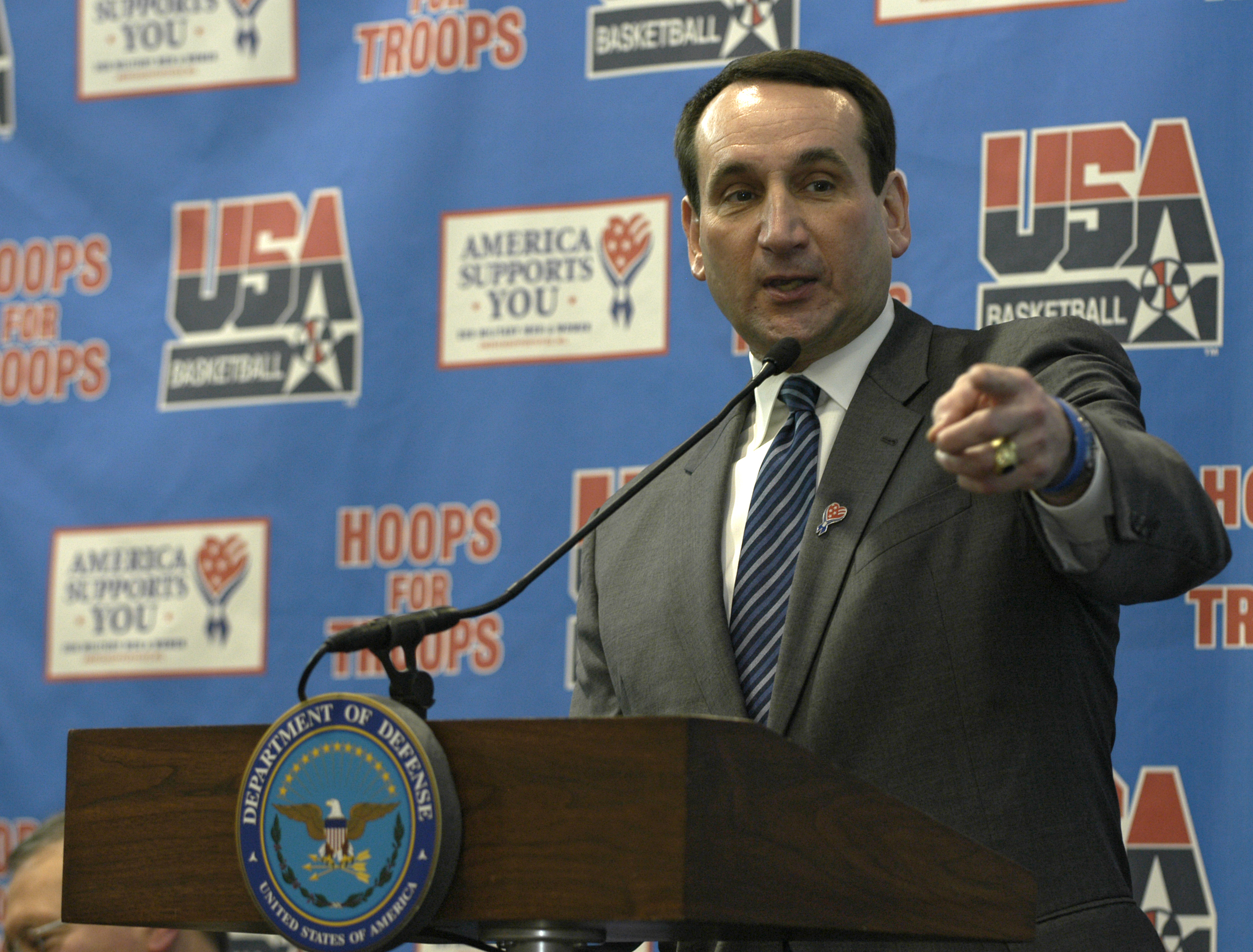

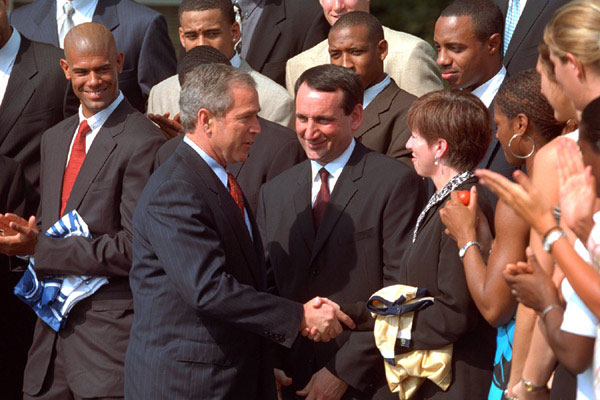
جرج بوش در حال تشکر از اعضای تیم ملی آمریکا

مایکل ویلیام شیشِفسکی (Mike Krzyzewski) متولد ۱۳ فوریه سال ۱۹۴۷ مربی پرآوازهٔ  تیم ملی بسکتبال آمریکا است.
او زمانی که مربیگری تیم دانشگاه دوک را داشت به شهرت رسید و چندین مرتبه تیم ملی آمریکا را به قهرمانی رساند.